# Rolando Rebolledo
Rolando Aquiles Rebolledo Berroeta es un matemático probabilista chileno. Sus trabajos giran principalmente en torno a aplicaciones de los métodos estocásticos a la física, la biología, las finanzas y las energías renovables no convencionales.

## Historia
Rebolledo estudió primero ingeniería matemática en la Universidad de Chile, titulándose en 1969. Ahí ejerció como docente entre 1968 y 1974.
Más tarde, continuó sus estudios en Francia, obteniendo en 1979 el grado de Doctor de Estado (Docteur d'État) de la Universidad Pierre y Marie Curie - Paris VI. Su disertación se tituló Martingales et Convergence Etroite des Mesures de Probabilités y fue supervisada por Jaques Neveu. Se incorporó entonces como profesor asociado a la Universidad de Paris-Sud 11.
En 1981, volvió a Chile como miembro de la Facultad de Matemáticas de la Pontificia Universidad Católica de Chile, recién creada. Ha sido presidente de la Sociedad de Matemática de Chile en varios periodos. En uno de ellos (1984) le correspondió la organización del Encuentro de Matemática de Catapilco en apoyo a Douglas Fuenteseca, matemático que estaba en dicha localidad como relegado político.
Actualmente, preside el Centro de Análisis Estocástico y Aplicaciones (ANESTOC), que agrupa a investigadores de diversas universidades: PUC, Universidad de Santiago de Chile, Universidad de Valparaíso, Universidad de Chile, Universidad de La Serena, Universidad de Concepción.

## Reconocimientos y premios
- Cátedra Presidencial en Ciencias 1996-1999
- Cátedra Presidencial en Ciencias 1999-2002
- Medalla de la Universidad Católica de Chile 1996
- Medalla de la Universidad Católica de Chile 1999